# Chloridolum ohbayashii
Chloridolum ohbayashii är en skalbaggsart som beskrevs av Hayashi 1971. Chloridolum ohbayashii ingår i släktet Chloridolum och familjen långhorningar.
Artens utbredningsområde är Taiwan. Inga underarter finns listade i Catalogue of Life.